# Leonid Lakerbaja
Leonid Lakerbaja (russisch Леонид Иванович Лакербая; abchasisch Леонид Лакербаиа; * 1. Januar 1947 in Kutaissi, Georgische SSR) ist ein abchasischer Politiker. Er war von 2011 bis 2014 Premierminister der nur von wenigen Staaten anerkannten Republik Abchasien.

## Leben
Leonid Lakerbaja studierte in Moskau und arbeitete zur Zeit der Sowjetunion in einem Automobilbetrieb in Abchasien und war später Direktor eines Betriebs für Tiefkühlprodukte in Gagra. Ab 1991 saß er im Parlament Abchasiens. Von Juni 1995 bis Juni 1996 war Lakerbaja Außenminister seines Landes, das nach dem Zusammenbruch der Sowjetunion inzwischen die faktische Unabhängigkeit von Georgien erreicht hatte.
2005 wurde er Vizepremier der Regierung Sergei Bagapschs. Nach der Präsidentschaftswahl in Abchasien 2011 wurde Lakerbaja unter Präsident Alexander Ankwab am 27. September 2011 Premierminister seines Landes. Mit dem Sturz Ankwabs Ende Mai 2014 endete auch Lakerbajas Zeit an der Spitze des Kabinetts. Er trat am 2. Juni zurück und übergab die Amtsgeschäfte an Vizepremier und Finanzminister Wladimir Delba.
Bei den Parlamentswahlen im Mai 2017 kandidierte Lakerbaja im Wahlkreis Gudauta für einen Abgeordnetenposten, verlor jedoch gegen seinen Hauptherausforderer Leonid Tschamagua.